# Ferdinand Šťastný
Ferdinand Šťastný (25. prosince 1873 Karlín – 28. února 1957 Kunratice) byl český a československý politik a meziválečný senátor Národního shromáždění.

## Biografie
V parlamentních volbách v roce 1920 získal za Československou stranu socialistickou (dříve národní sociálové, později národní socialisté) senátorské křeslo v Národním shromáždění. Mandát obhájil v parlamentních volbách v roce 1925 i parlamentních volbách v roce 1929. Do senátu se dostal i po parlamentních volbách v roce 1935, ale až dodatečně v listopadu 1938 jako náhradník poté, co zemřel senátor Rudolf Pánek. V senátu vytrval až do jeho zrušení roku 1939. V listopadu 1938 oznámil, že se nepřipojil ani k jedné ze dvou politických stran, které se nově ustavily během Druhé republiky (Strana národní jednoty a Národní strana práce) a místo toho ustavil s kolegou (senátor Antonín Šolc) samostatný klub Nezávislá skupina českých národních socialistů.
Povoláním byl tajemníkem kovopracovníků, bytem na Vinohradech. Zasloužil se o rozvoj hromadné osobní dopravy v Kunraticích a o vybudování Masarykovy měšťanské školy.
Jeho syn Alois Josef, později uznávaný překladatel americké literatury, spáchal v lednu 1919 neúspěšný atentát na premiéra Karla Kramáře, i zásluhou intervencí Ferdinanda Šťastného prezident Masaryk v srpnu 1920 amnestoval jeho syna (plně zahlazen byl trest v roce 1927).